# Brygady Międzynarodowe

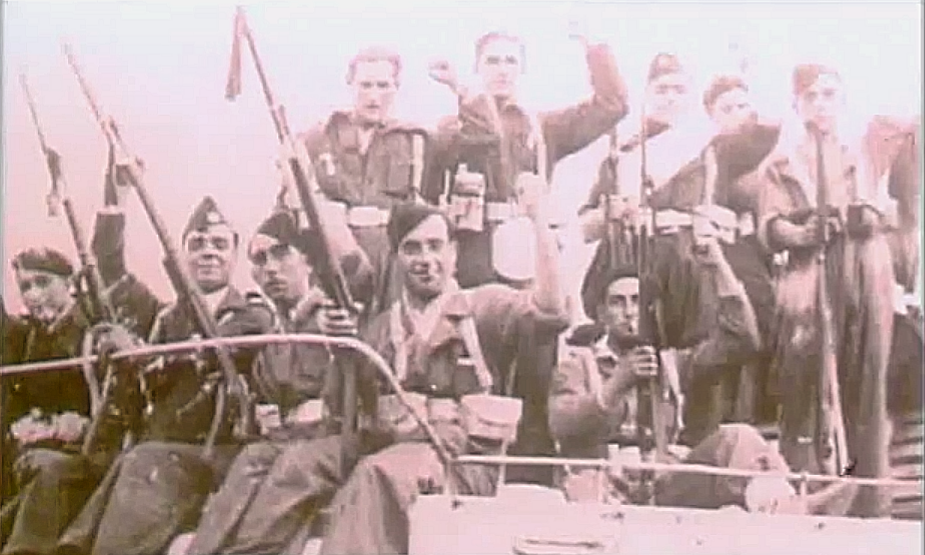
Żołnierze kompanii ukraińskiej im. Tarasa Szewczenko z XIII Brygady

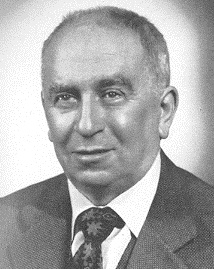
Luigi Longo, włoski antyfaszysta, uczestnik walk w Hiszpanii walczący w szeregach Brygad Międzynarodowych

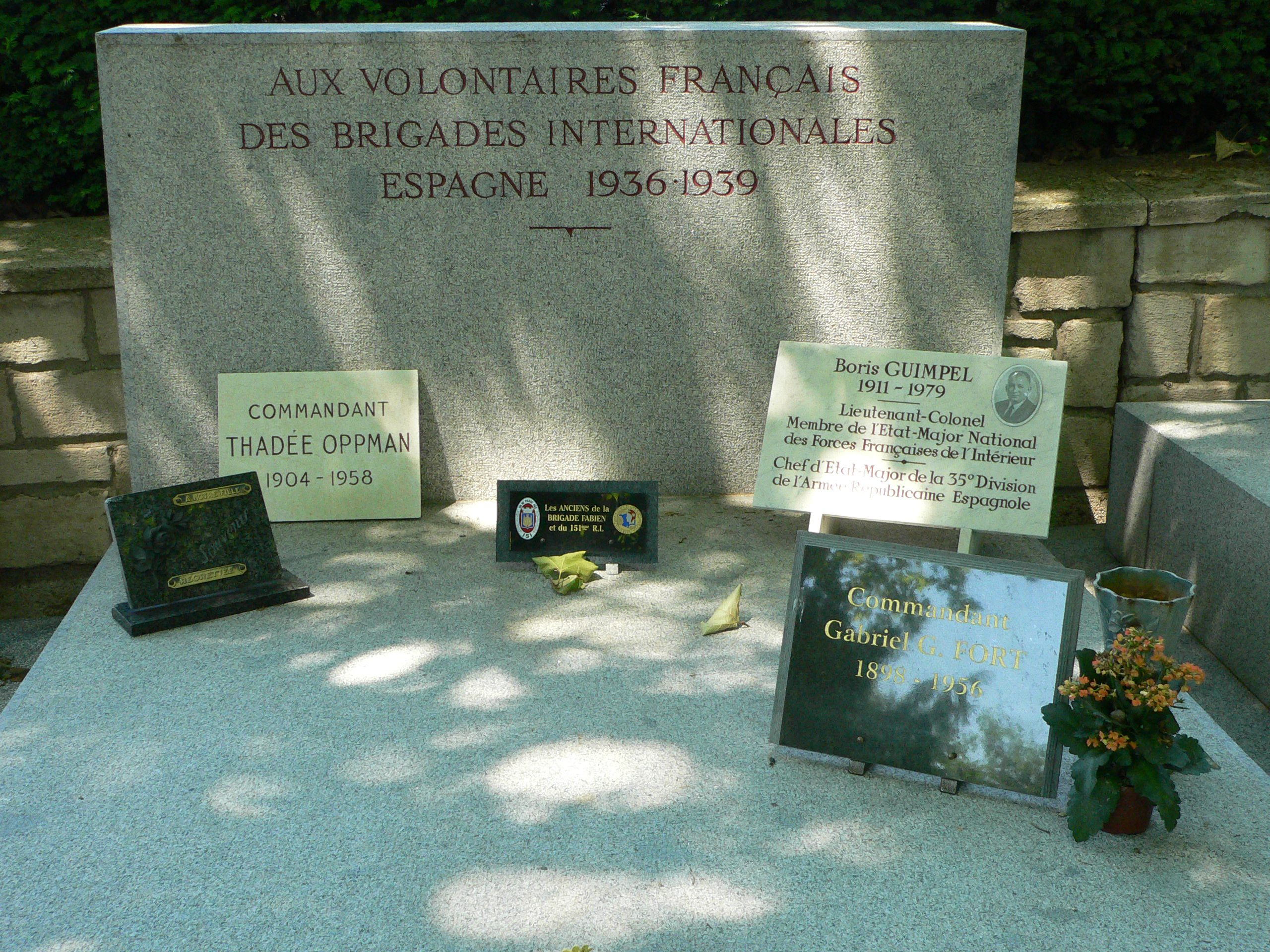
Pomnik ku czci ochotników francuskich 1936–1939

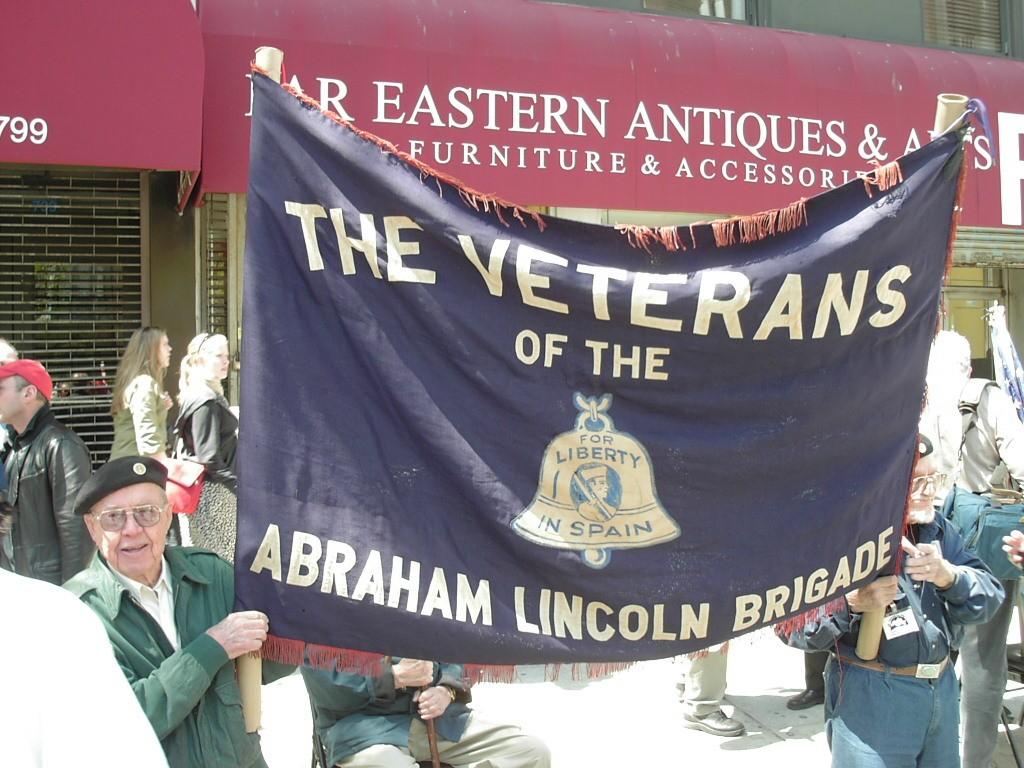
Amerykańscy weterani Brygady im. Abrahama Lincolna

Brygady Międzynarodowe – formacje zbrojne ochotników reprezentujących 54 narodowości, walczące po stronie Republiki Hiszpańskiej przeciwko oddziałom gen. Francisco Franco w czasie wojny domowej w Hiszpanii, w latach 1936–1939. Stały się sławne przez służbę w nich pisarzy i intelektualistów, wśród których byli m.in.: Ernest Hemingway, George Orwell i Wystan Hugh Auden.
W 1996 roku, w 60. rocznicę wybuchu wojny domowej w Hiszpanii, wszyscy weterani Brygad Międzynarodowych otrzymali honorowe obywatelstwo Hiszpanii.

## Geneza
Brygady zostały utworzone przez Komintern, w odpowiedzi na apel Komunistycznej Partii Hiszpanii i znajdowały się pod nadzorem radzieckiego INO NKWD. Pierwsze międzynarodowe oddziały ochotnicze powstały tuż po rozpoczęciu konfliktu, na mocy wcześniejszej decyzji Profinternu (sekcja związkowa Kominternu), podjętej podczas konferencji tej organizacji w Pradze w lipcu 1936. W miarę napływu ochotników jednostki te przekształcono w Brygady Międzynarodowe. Tworzyli je początkowo sportowcy, którzy mieli brać udział w tzw. Olimpiadzie Ludowej organizowanej w Barcelonie przez związki zawodowe i organizacje lewicowe. Później brygady zasilili: socjaliści, anarchiści, republikanie i antyfaszyści z całego świata. Rekrutowani przez Komintern w punktach werbunkowych w Paryżu i Marsylii ochotnicy z organizacji komunistycznych kierowani byli podobnie jak pozostali do obozu szkoleniowego w Albacete w Hiszpanii.
W październiku 1936 rząd Republiki Hiszpańskiej zdecydował o utworzeniu przy armii republikańskiej pięciu brygad międzynarodowych, przy czym dla tworzonych jednostek zarezerwowano numery od XI do XV. Ponieważ z napływających ochotników utworzono do 1937 planowane 5 brygad to kolejna formowana brygada na jesieni 1937 otrzymała numer 129. Brygady grupowane były w dywizje. W skład 35 Dywizji Piechoty dowodzonej przez gen. Karola Świerczewskiego wchodziły XI i XV Brygada Międzynarodowa, a 45 Dywizję Piechoty dowodzoną przez gen. Emilio Klebera tworzyły XII i XIII Brygada Międzynarodowa.
Organizując brygady starano się zapewnić każdej brygadzie jedną przenośną salę operacyjną oraz grupę chirurgiczną w skład której mieli wchodzić: co najmniej jeden chirurg, kilku asystentów, sanitariuszy i personel pomocniczy, jak kierowcy i mechanicy. Przenośne sale operacyjne, będące darami solidarności międzynarodowej, określane były przez Francuzów nazwą autochir (wóz chirurgiczny). W czasie bitwy nad Jaramą w przeciągu doby uruchomiono 4 szpitale polowe, po jednym na brygadę. Szefem służby sanitarnej Brygad Międzynarodowych został Oskar Telge.
Baza Brygad Międzynarodowych w Albacete była nadzorowana przez zarząd polityczny Kominternu i kontrolowana logistycznie przez komitet sformowany z obserwowanych przez NKWD działaczy komunistycznych z różnych krajów, działających w Kominternie, m.in. André Marty (Francja), Walter Ulbricht i Hans Kahle (Niemcy), Luigi Longo i Giuseppe Di Vittorio (Włochy). Szkoleniem żołnierzy zajmowała się tajna misja wojskowa ZSRR, złożona na początku z 700–800 doradców wojskowych z Armii Czerwonej. W czasie trwania walk liczba ich wyniosła 2044 doradców, wśród nich znajdowali się także późniejsi marszałkowie ZSRR Rodion Malinowski i Nikołaj Woronow oraz attaché wojskowy ZSRR w Madrycie, Władimir Goriew.
Interwencja sowieckich doradców wojskowych była tajna, aby nie skompromitować ZSRR na arenie międzynarodowej. Tajne miały pozostać także działania wywiadowcze ZSRR w Hiszpanii, oznajmił to na naradzie wszystkich służb radzieckich w dniu 14 września 1936 w Moskwie, mających działać w Hiszpanii, ówczesny szef NKWD Gienrich Jagoda. Sprecyzował on jednocześnie cele sowieckie w Hiszpanii, którymi miały być m.in. kontrolowanie i unieszkodliwianie przeciwników stalinizmu i ZSRR, nawet w obozie republikańskim (zwłaszcza trockistów), likwidacja agentów wrogich wywiadów, oraz jak najszybsze pokonanie frankistów.

## Działania zbrojne
Pierwsze formacje zbrojne Brygad Międzynarodowych zostały skierowane na front aragoński u boku milicji katalońskiej. Większość broni dla tych oddziałów pochodziła z ZSRR, zakupiona za rezerwy złota o wartości 500 mln dolarów z Banku Hiszpanii przez rząd republikański. Rząd polski pomimo zachowywania neutralności również sprzedał po cichu republikanom dużo uzbrojenia, zamykającego się w kwocie 118 milionów złotych.
Brygady Międzynarodowe były używane jako doborowe jednostki armii republikańskiej na wszystkich, z wyjątkiem baskijskiego, frontach wojny. Wzięły udział między innymi w bitwach o Madryt (gdzie przyczyniły się do odparcia pierwszych natarć nacjonalistów), Teruel, Brunete, Guadalajarę (gdzie powstrzymały liczniejsze oddziały włoskie nacierające na Madryt) oraz w republikańskiej ofensywie nad rzeką Ebro.
W bitwie nad Jaramą stoczonej w lutym 1937 w czasie której zatrzymano ofensywę oddziałów gen. Franco, oprócz 12 brygad hiszpańskich, brały udział 4 Brygady Międzynarodowe oraz polski Batalion im. Jarosława Dąbrowskiego wchodzący w skład XIII brygady. Brygady międzynarodowe uczestniczące w walkach nad Jaramą to: XI Brygada Międzynarodowa im. Ernsta Thälmanna, XII Brygada Międzynarodowa im. Giuseppe Garibaldiego, XIV Brygada Międzynarodowa im. Marsylianki i XV Brygada Międzynarodowa im. Abrahama Lincolna.
Polacy toczyli walki obronne w rejonie miasta Arganda del Rey. W Batalionie dowodzonym przez Józefa Strzelczyka straty wynosiły 145 zabitych.
W bitwie pod Guadalajarą stoczonej w marcu 1937 w czasie której zatrzymano ofensywę oddziałów włoskiego korpusu ekspedycyjnego mającą na celu zdobycie Madrytu od północy, oprócz wojsk republikańskich, brały udział 2 Brygady Międzynarodowe oraz polski Batalion im. Jarosława Dąbrowskiego wchodzący w skład XIII brygady. Brygady międzynarodowe uczestniczące w walkach pod Guadalajarą to: XI Brygada Międzynarodowa im. Ernsta Thälmanna i XII Brygada Międzynarodowa im. Giuseppe Garibaldiego. Po zatrzymaniu włoskiej ofensywy oddziały republikańskie przeszły do kontrataku.
Celem lokalnej operacji zaczepnej rozpoczętej 12 czerwca 1937 roku przez wojska republikańskie w rejonie Hueski było odciążenie wojsk republikańskich walczących w ciężkich bojach na innych frontach, przede wszystkim w prowincjach północnych. Wśród nich był też polski Batalion im. Jarosława Dąbrowskiego walczący w składzie Brygad Międzynarodowych.

Atak prowadzony przez piechotę wojsk republikańskich pozbawioną wsparcia broni ciężkiej i lotnictwa na linie wojsk gen. Franco oparte na betonowych schronach załamał się, podobnie jak atak przeprowadzony przez polski Batalion im. Jarosława Dąbrowskiego, który początkowo rozwijał się pomyślnie, ale również załamał się, kiedy wspierające atak Polaków czołgi wycofały się z walki z powodu braku amunicji. Przeprowadzona operacja zaczepna mająca na celu odciążenie innych odcinków frontu została okupiona ogromnymi stratami wśród wojsk republikańskich. Straty w polskim batalionie wynosiły około 30% stanu osobowego.
W czasie ofensywy na Brunete w lipcu 1937 oprócz armii republikańskiej, brały udział 4 Brygady Międzynarodowe, to jest: XI Brygada Międzynarodowa im. Ernsta Thälmanna, XII Brygada Międzynarodowa im. Giuseppe Garibaldiego, XIII Brygada Międzynarodowa im. Jarosława Dąbrowskiego i XV Brygada Międzynarodowa im. Abrahama Lincolna. XIV Brygada Międzynarodowa im. Marsylianki zakwaterowana była w okolicy Eskurialu i nie brała udziału w bitwie. Brygady XIII i XV atakowały pozycje frankistów wzdłuż drogi z Brunete do Villanueva de la Cañada i po przeprawie przez rzekę Guadarramę obsadziła wzgórza. XI Brygada Międzynarodowa atakowała w kierunku Navalcarnero. Mimo że ofensywa republikańska zaskoczyła oddziały gen. Franco, załamała się nie przynosząc spodziewanych sukcesów. XI brygada została zatrzymana i zmuszona do odpierania 24 lipca aż ośmiu ataków. Walki toczyły się do 28 lipca, ale pozycje walczących pozostały bez większych zmian.
Celem kolejnej ofensywy prowadzonej przez wojska republikańskie, w czasie której doszło do bitwy o twierdzę Belchite, było odciążenie wojsk republikańskich walczących na innych frontach. Jednostkami wyznaczonymi do ataku oprócz armii republikańskiej były Brygady Międzynarodowe. Do pierwszych walk pod twierdzą Belchite doszło 24 sierpnia. Twierdzy broniło od 3000 do 7000 ludzi.
Kontratak wojsk frankistowskich mający pomóc broniącemu się Belchite został powstrzymany przez 45 Dywizję Piechoty wojsk republikańskich, co zadecydowało o losie broniącej się twierdzy. Belchite zdobyte zostało 6 września 1937 przez wojska republikańskie. W czasie przeprowadzonej ofensywy, osiągnięto jedynie cele taktyczne, m.in. zdobyto twierdzę Belchite. Cele strategiczne polegające na zdobyciu Saragossy i odciążeniu Frontu Północnego nie zostały osiągnięte. W czasie walk wyróżniły się 35 Dywizja Piechoty dowodzona przez gen. Karola Świerczewskiego oraz XIII Brygada Międzynarodowa im. Jarosława Dąbrowskiego.
W czasie operacji zaczepno-obronnej pod Teruel prowadzonej od 15 grudnia 1937 do 22 lutego 1938 oprócz armii republikańskiej, brała udział 35 dywizja dowodzona przez gen. Karola Świerczewskiego, w skład której wchodziły 2 Brygady Międzynarodowe, to jest: XI Brygada Międzynarodowa im. Ernsta Thälmanna i XV Brygada Międzynarodowa im. Abrahama Lincolna. Brygady Międzynarodowe brały udział w bitwie o Teruel od 4 stycznia 1938.
Brygady Międzynarodowe zakończyły działalność bojową i zostały wycofane z frontu w październiku roku 1938. Była to odpowiedź na oświadczenie złożone w nocy z 23/24 września 1938 w Zgromadzeniu Ogólnym Ligi Narodów przez premiera rządu republikańskiego Juana Lopeza Negrina o wycofaniu Brygad Międzynarodowych z walki. Sądzono bowiem błędnie, że tym działaniem wywrze się presję na rządy Niemiec i Włoch, które też wycofają swoje wojska z Hiszpanii. Strona republikańska zastosowała się do tej decyzji, natomiast Niemcy i Włosi nie, przez co Frankiści do końca wojny korzystali z pomocy zarówno Zjednoczonego Królestwa Włoch, jak i III Rzeszy (wyjechało 10 tysięcy Włochów wspierających gen. Franco). Wszyscy zdemobilizowani ochotnicy poddani międzynarodowej kontroli zmuszeni zostali do opuszczenia Hiszpanii. Polscy weterani walczący w Brygadach Międzynarodowych nie mogli wrócić do Polski ponieważ rząd polski pozbawił ich obywatelstwa. Państwem, które wyraziło zgodę na ich przyjęcie był Meksyk, jednak wyjazd opóźniał się z powodu braku zgody Francuzów na tranzyt przez ich kraj.
Sytuacja uległa zmianie w czasie ataku Frankistów na Barcelonę, pozostający jeszcze w obozach dla internowanych w Hiszpanii ochotnicy 23 stycznia 1939 złożyli prośbę do rządu republikańskiego o ich powrót na front. Po uzyskaniu zgody sformowali Zgrupowanie Brygad Międzynarodowych i pomaszerowali na Barcelonę. Barcelona jednak została zdobyta przed ich przybyciem więc otrzymali zadanie osłaniania wycofujących się w kierunku granicy francuskiej resztek wojsk oraz ludności cywilnej. XIII Brygada Międzynarodowa jako ostatnia 9 lutego 1939 przekroczyła granicę z Francją. Z ponad 2 tys. Polaków którzy trafili do Francji około 1100 zostało internowanych.
Brygady Międzynarodowe w toku walk zyskały popularność wśród części społeczeństwa hiszpańskiego popierającej politykę Frontu Ludowego republikanów. Innego zdania byli przeciwnicy, oskarżając żołnierzy Brygad Międzynarodowych o masakrę w sanktuarium Santa Maria de la Cabeza, gdzie rzekomo zginęło wielu duchownych, oraz zwracając uwagę na radykalizm części dowódców tej formacji, zwłaszcza André Marty’ego, nazwanego przez anarchistyczną prasę „rzeźnikiem z Albacete” (hiszp. el carnicero de Albacete), który bez sądu kazał rozstrzelać 500 ochotników Brygad Międzynarodowych.
Na defiladę kończącą ich szlak bojowy przybyło kilkaset tysięcy mieszkańców Barcelony. Główną przyczyną porażki republiki była zmiana polityki Stalina w związku z zaognieniem się sytuacji na Dalekim Wschodzie – bezpieczeństwo ZSRR zostało zagrożone w związku z zaatakowaniem Republiki Chińskiej przez Imperium japońskie w dniu 7 lipca 1937, co spowodowało zmianę polityki radzieckiej na arenie międzynarodowej i stopniowe wycofywanie poparcia wojskowego i wywiadowczego dla wojsk republikańskich. Dodatkowo do upadku republiki przyczyniły się wsparcie wojskowe dla generała Franco ze strony Niemiec i Włoch oraz budząca coraz większe niezadowolenie republikanów polityka Stalina w stosunku do hiszpańskich socjalistów m.in. z POUM, której działania były sabotowane przez INO.
Łącznie po stronie republiki walczyło ok. 35 tysięcy ochotników z 54 państw, głównie ludzi o poglądach komunistycznych, socjalistycznych, anarchistycznych, czy ogólnie lewicowych. Najliczniejsze grupy ochotników pochodziły z Francji, Niemiec, Polski i Włoch. Francuzów było około 8000, Niemców i Polaków po około 5000 i Włochów 4000. W czasie walk około 20000 żołnierzy Brygad Międzynarodowych poległo lub zostało rannych. Po roku 1938 wielu internowanych kombatantów Brygad Międzynarodowych zostało, przy wsparciu hitlerowców, poddanych eksperymentom pseudomedycznym przeprowadzonym w celu zbadania rzekomych „deformacji fizycznych i psychicznych”.

## Poszczególne brygady

Flaga włoskiego batalionu „Garibaldi” – 12. Międzynarodowa brygada

W Hiszpanii walczyły następujące Brygady Międzynarodowe:
- XI – brygada im. Ernsta Thälmanna (niemiecko-austriacka)
- XII – brygada im. Giuseppe Garibaldiego (włoska)
- XIII – brygada im. Jarosława Dąbrowskiego (polska; potocznie: Dąbrowszczacy)
- XIV – brygada im. Marsylianki (francuska)
- XV – brygada im. Abrahama Lincolna (anglo-amerykańska)
- 129 Brygada Międzynarodowa (bałkańsko-czechosłowacka)

Liczba, organizacja i skład brygad były zmienne.

## Pomniki

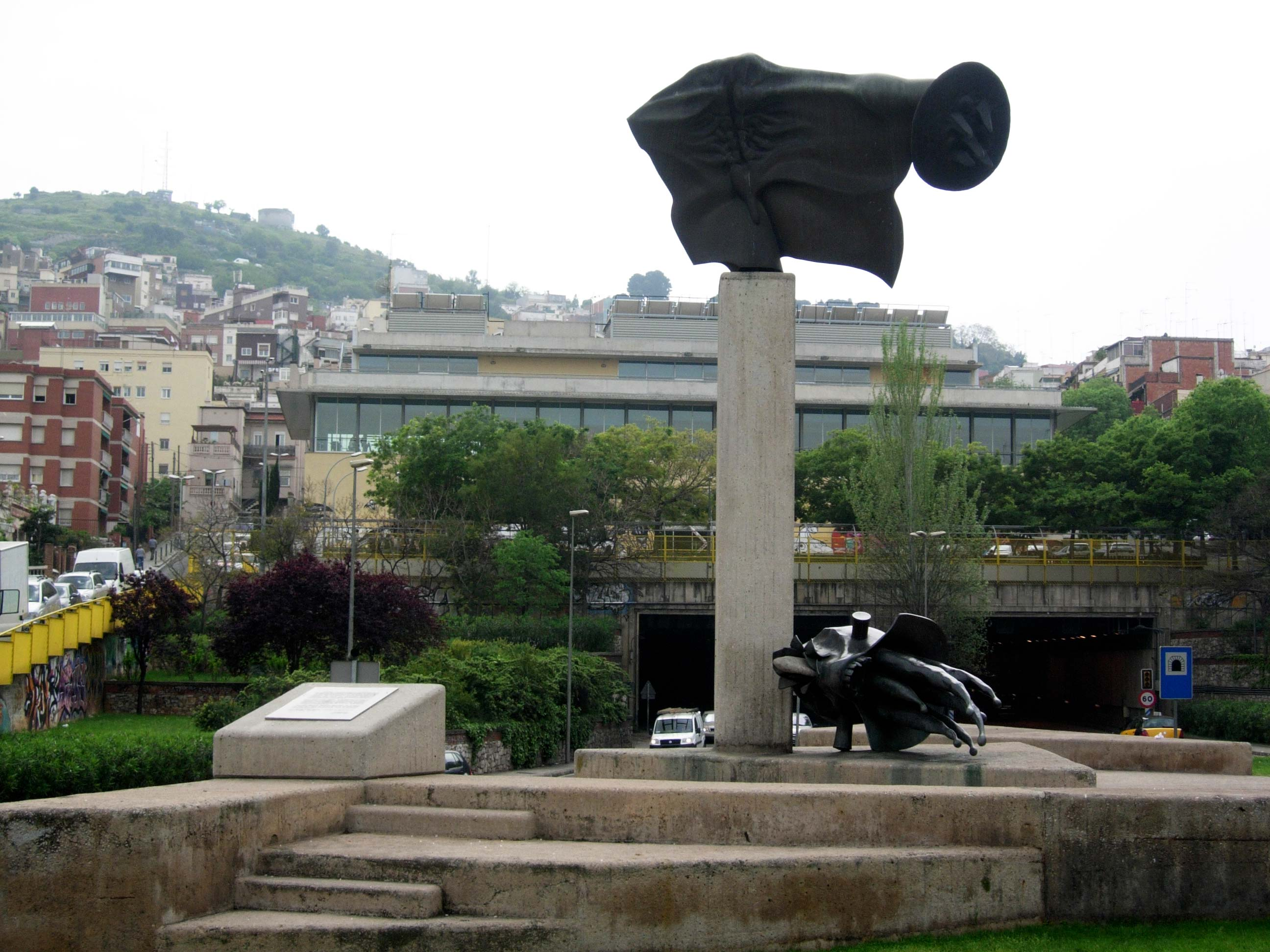
Barcelona
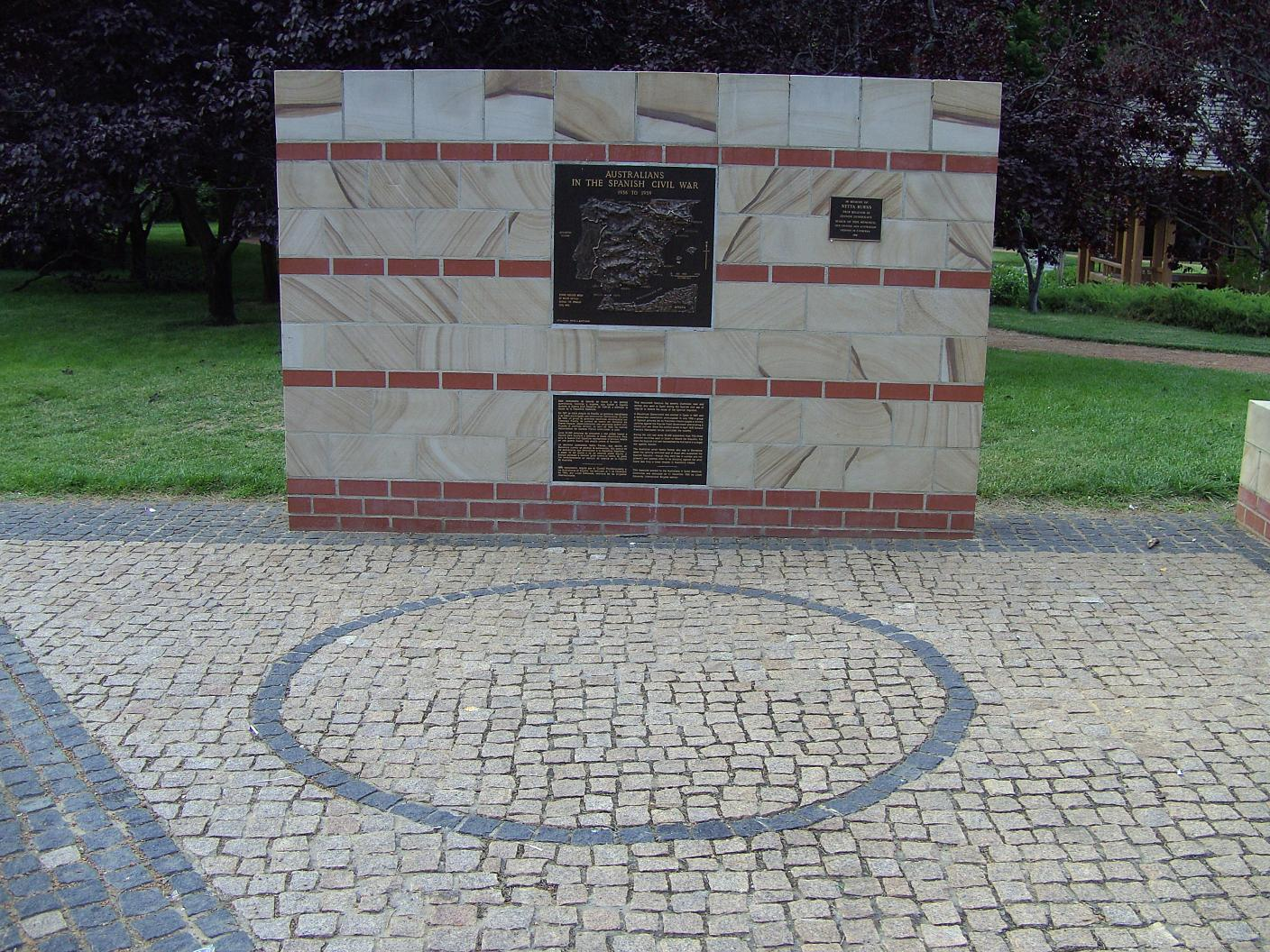
Canberra (odsłonięty w 1993)
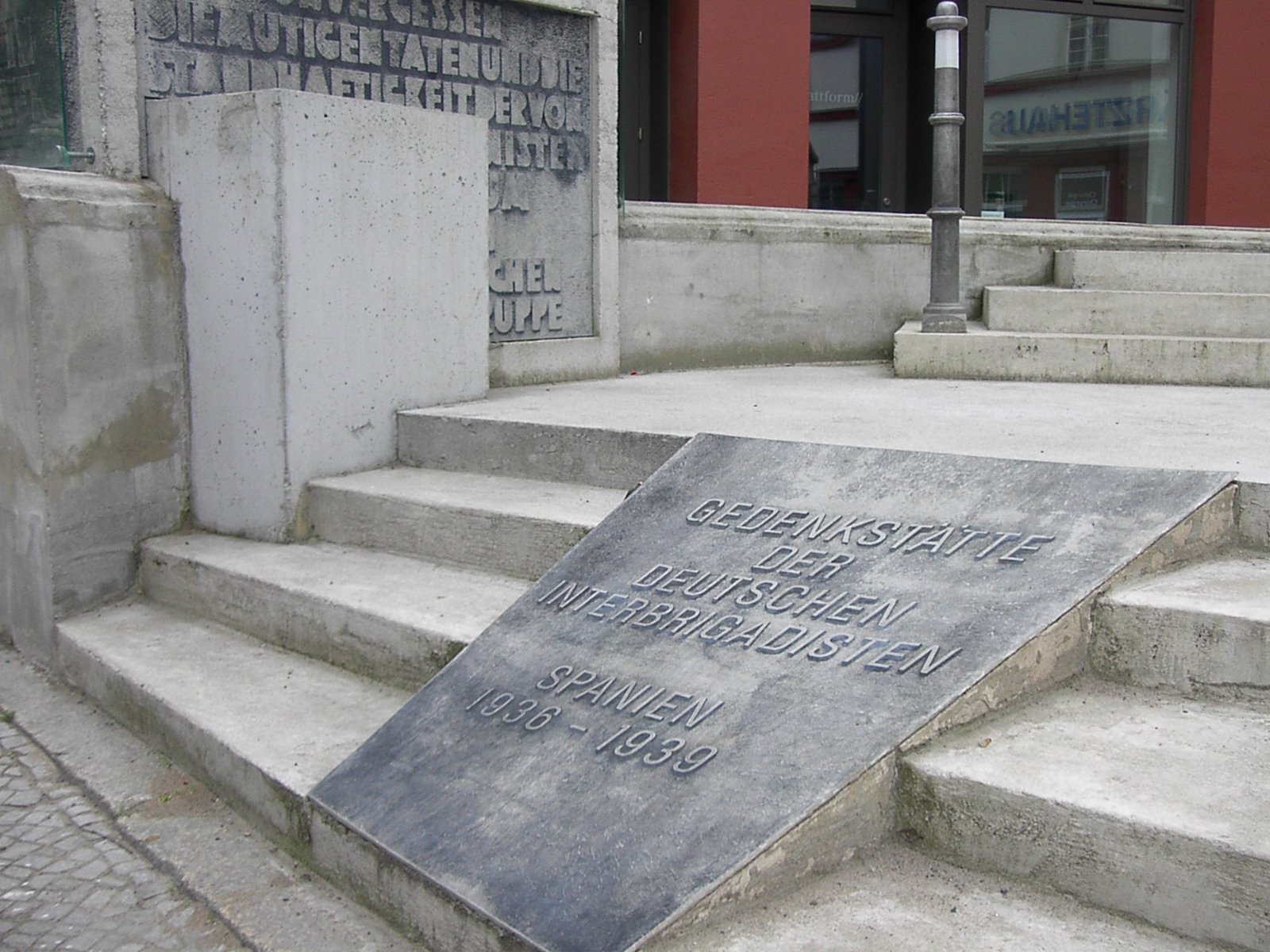
Berlin
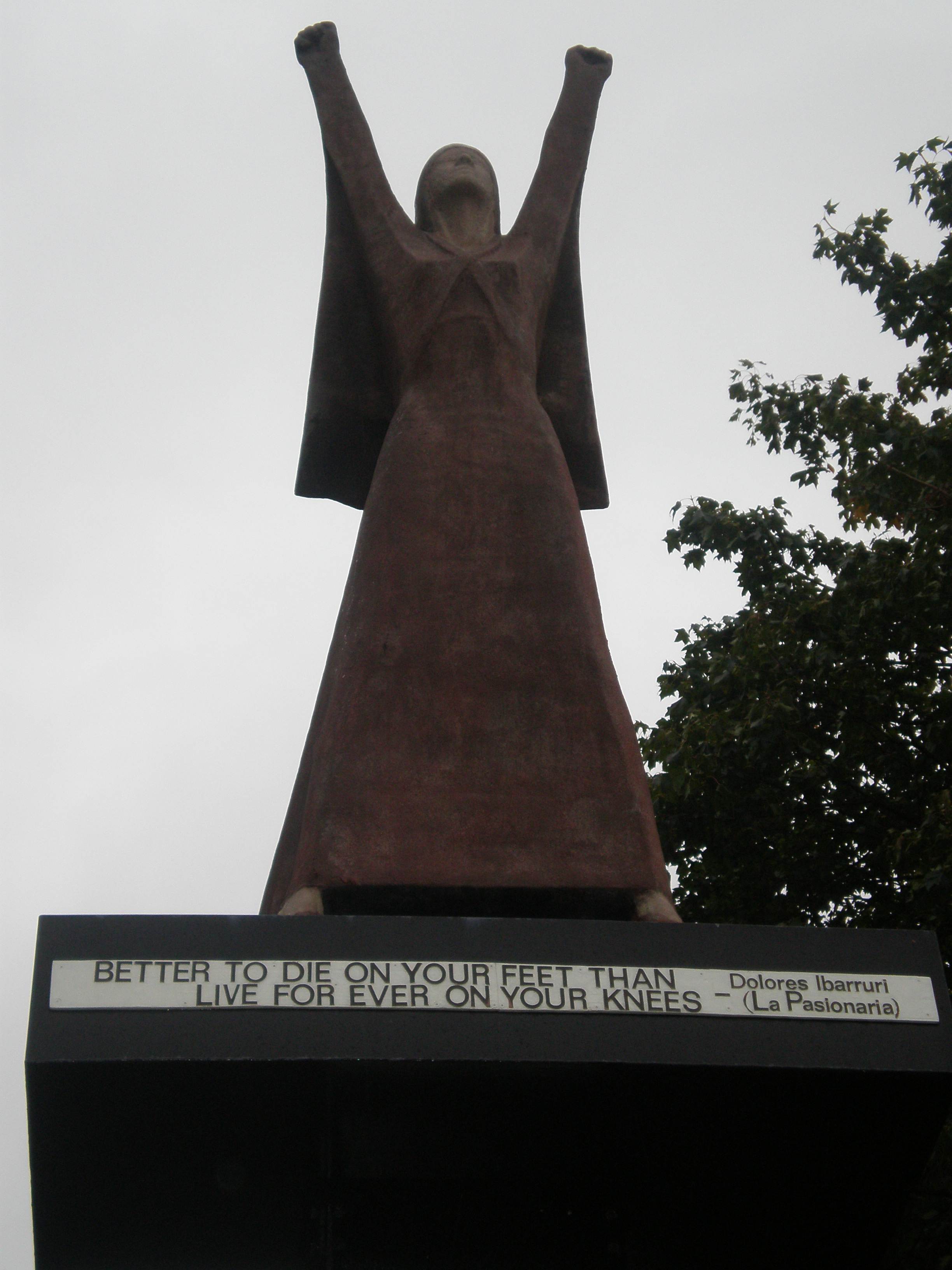
Glasgow
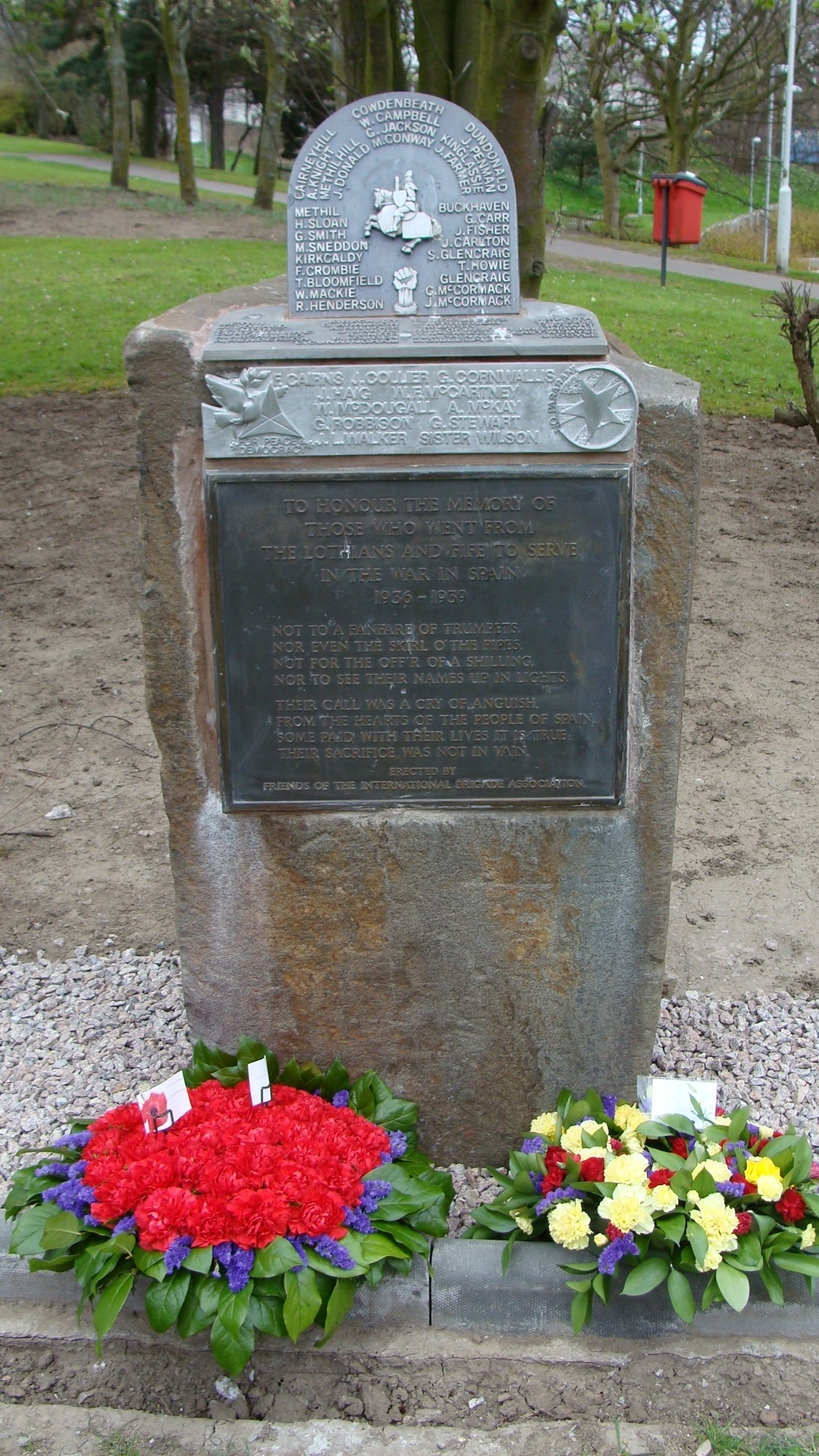
Kirkcaldy, Szkocja
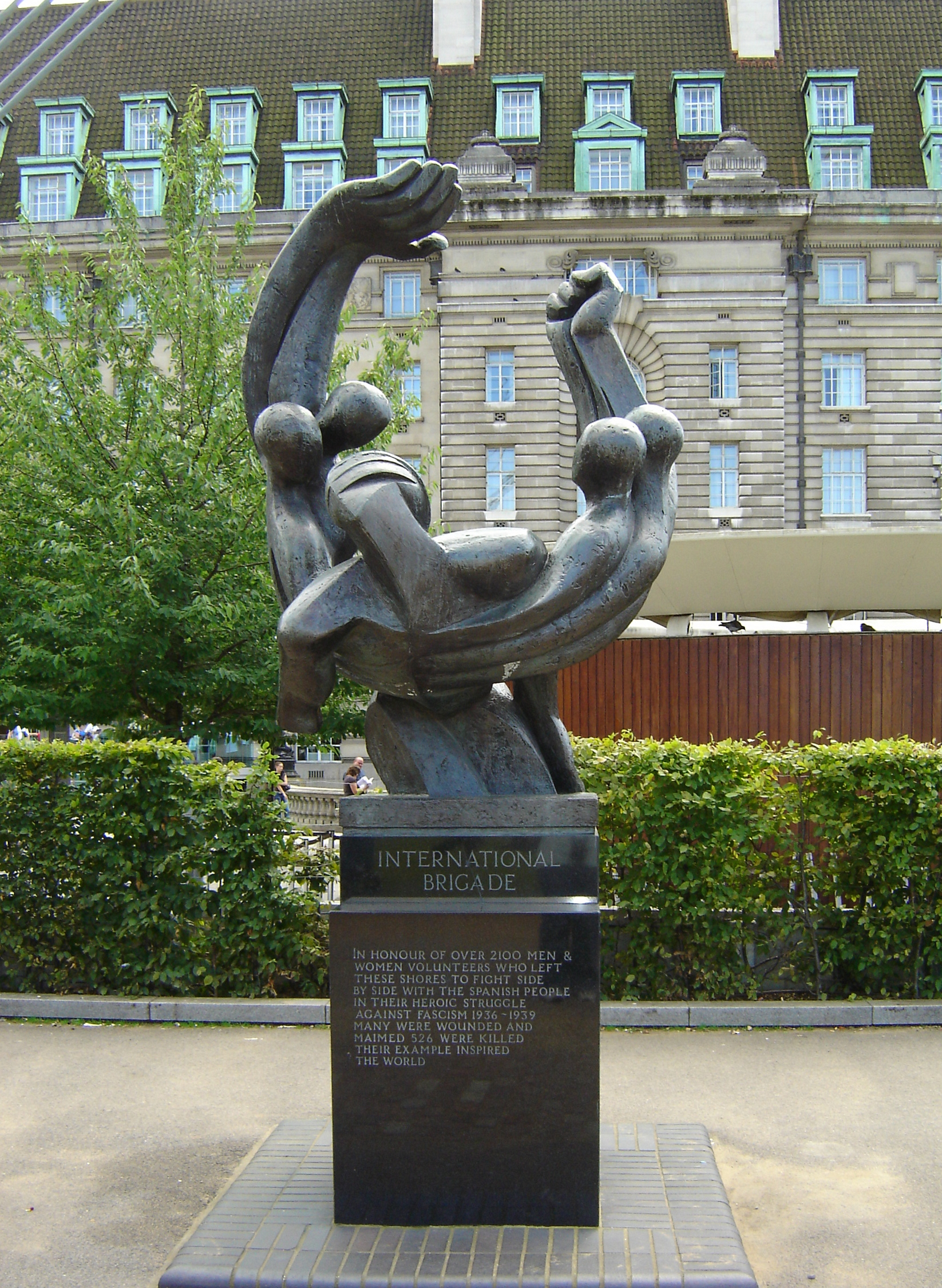
Londyn
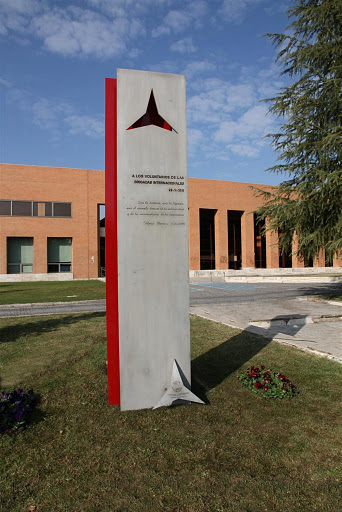
Madryt
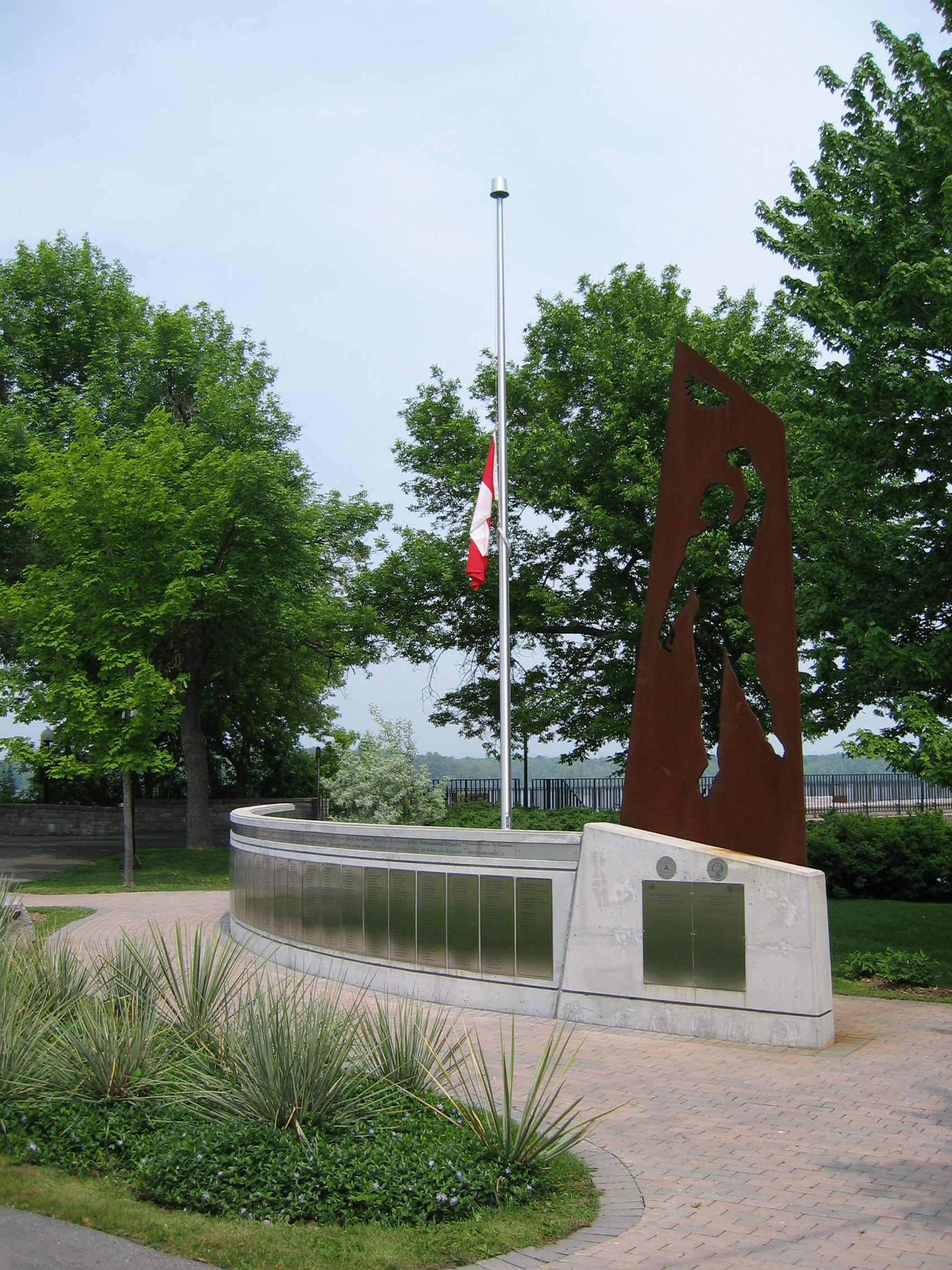
Ottawa
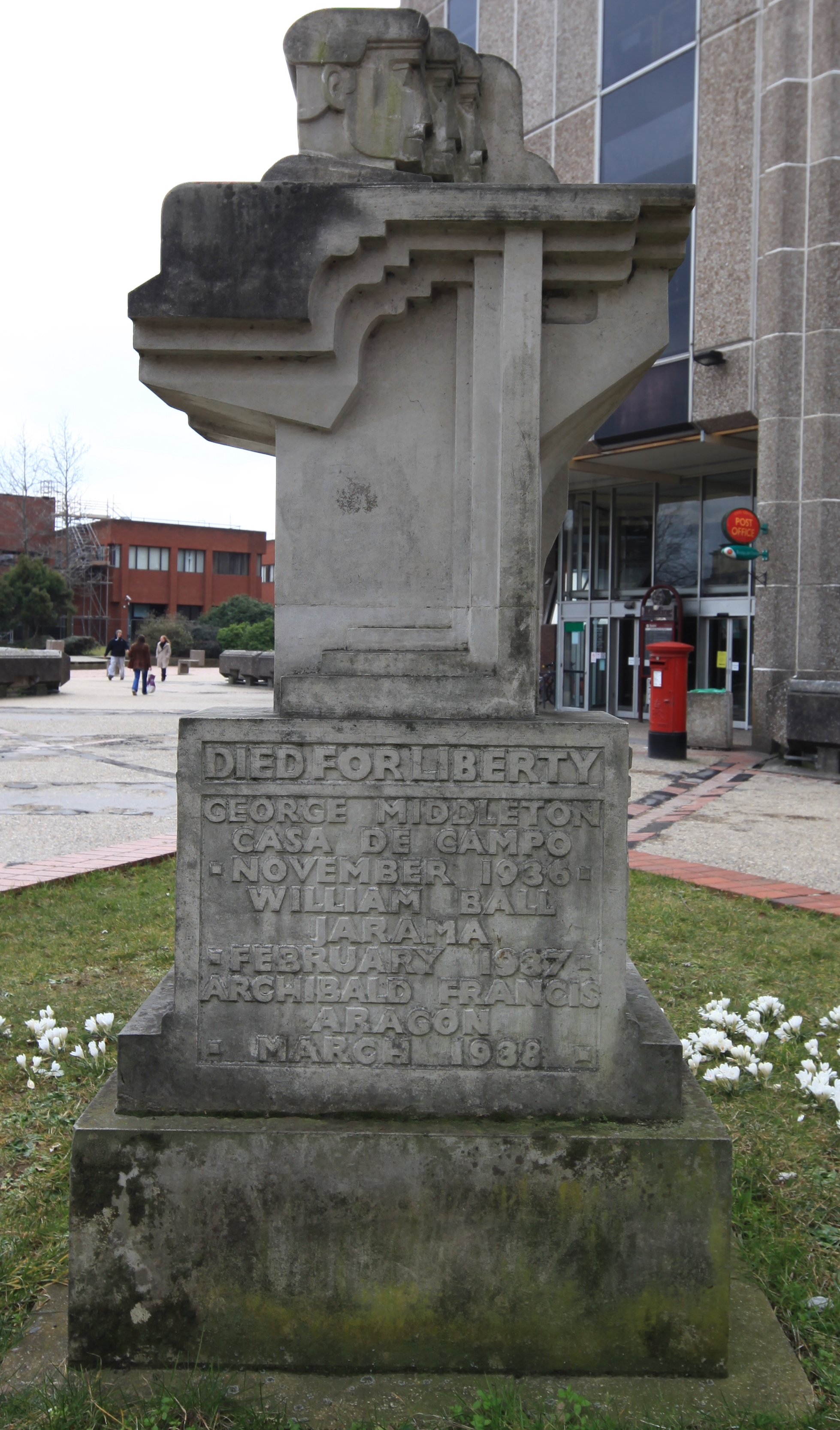
Reading
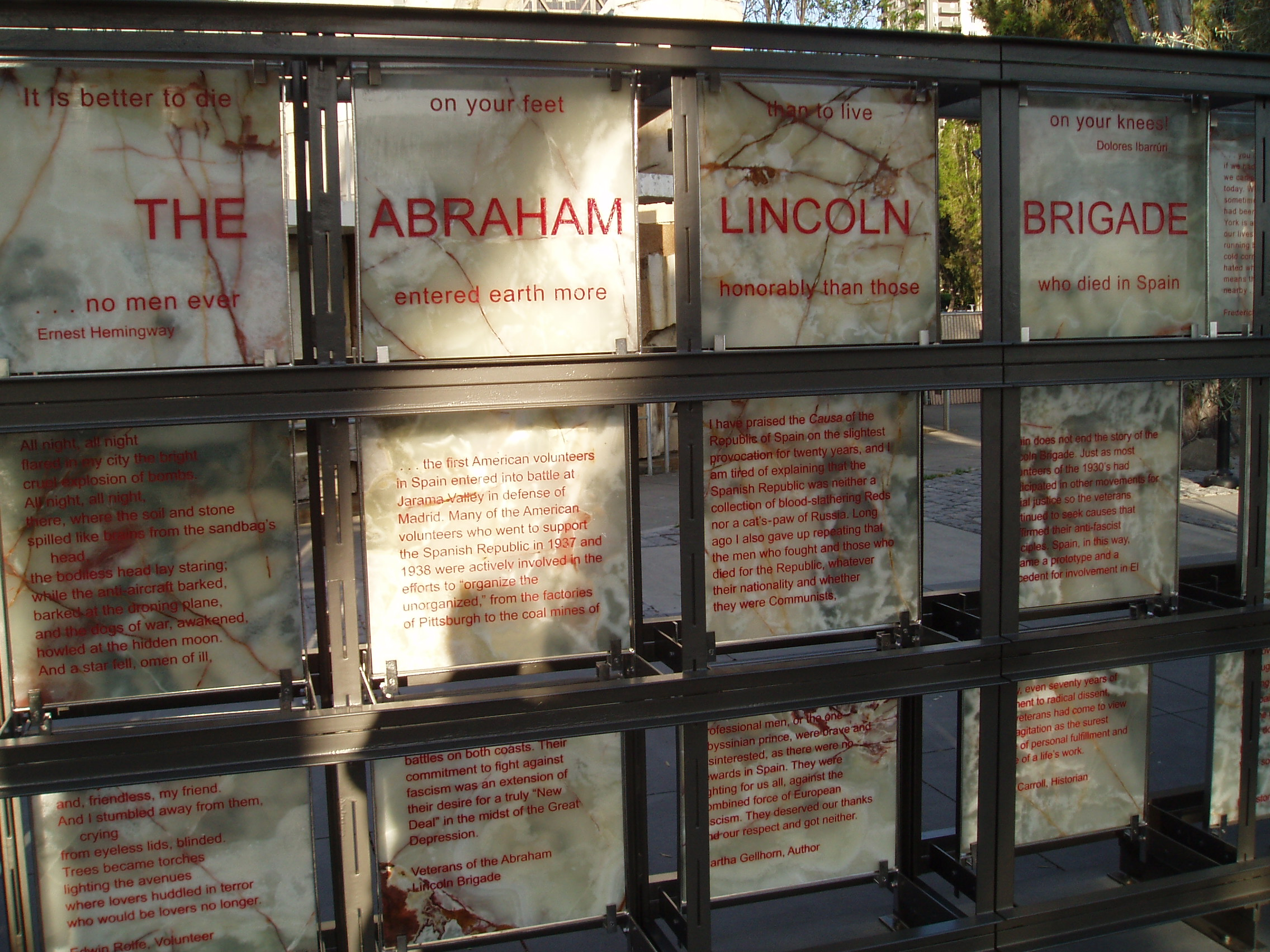
San Francisco
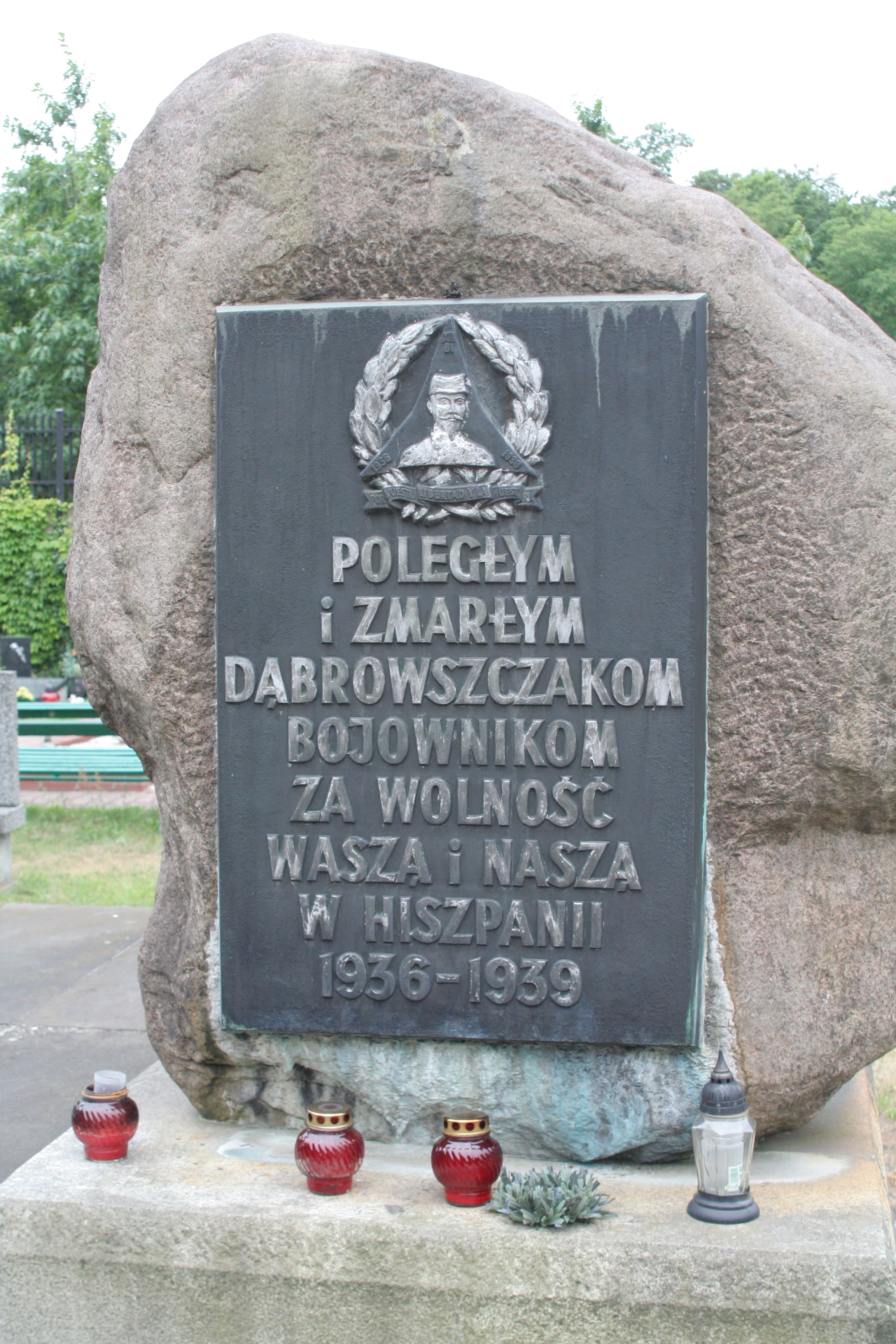
Warszawa